# 朱塞佩·卡斯泰利
朱塞佩·卡斯泰利（義大利語：Giuseppe Castelli，1907年10月5日—1942年12月19日），意大利男子田径运动员，主攻短跑。他曾代表意大利参加1928年和1932年夏季奥林匹克运动会田径比赛，其中1932年奥运会获得一枚铜牌。